# Leptobotia orientalis
Leptobotia orientalis är en fiskart som beskrevs av Xu, Fang och Wang, 1981. Leptobotia orientalis ingår i släktet Leptobotia och familjen nissögefiskar. Inga underarter finns listade i Catalogue of Life.